# Xanthocyparis vietnamensis
Xanthocyparis vietnamensis, zimzeleno drvo poznato kao vijetnamski zlatni čempres, danas možda jedino u rodu Xanthocyparis, u koji su se uključivale i vrste Callitropsis nootkatensis (ranije Cupressus nootkatensis) i Xanthocyparis pendula, navodi se kao sinonim za Cupressus pendula Thunb.